# Linia kolejowa Mińsk Osobowy – Mołodeczno
Linia kolejowa Mińsk Osobowy – Mołodeczno – linia kolejowa na Białorusi łącząca stację Mińsk Osobowy ze stacją Mołodeczno. Część linii Mińsk - Wilno. Odcinek od Wiazynki do Mołodeczna przed II wojną światową położony był w Polsce.
Znajduje się w Mińsku oraz w obwodzie mińskim. Linia liczy 2 tory. Zelektryfikowana jest na całej długości.